# جنتینگ سنگاپور
جنتینگ سنگاپور (به انگلیسی: Genting Singapore) شرکت سرگرمی سنگاپوری است، که در زمینه ارائه خدمات گردشگری، قمار، مدیریت بنگاه‌های شرط‌بندی، کازینوها و اقامتگاه‌های تفریحی فعالیت می‌کند.
شرکت جنتینگ سنگاپور در سال ۱۹۸۴ تأسیس شد و در حال حاضر دارای عملیات در کشورهای قاره آمریکا، استرالیا، بریتانیا، سنگاپور، مالزی و فیلیپین می‌باشد.
دفتر مرکزی این شرکت در سنگاپور قرار دارد و بخشی از سهام آن در بازار بورس سنگاپور معامله می‌شود.